# Fiammamonza 1994-1995
Questa voce raccoglie le informazioni riguardanti la Fiammamonza nelle competizioni ufficiali della stagione 1994-1995.

## Organigramma societario
Area direttiva
- Segretaria: Simona Cerizza

Area tecnica
- Preparatore atletico: Rino Mussi
- Preparatore portieri: Flaminio Spada

## Rosa
Rosa aggiornata alla fine della stagione.
| N. |                   | Ruolo | Calciatrice        |
| -- | ----------------- | ----- | ------------------ |
|    | Italia (bandiera) | P     | Giuseppina Adamoli |
|    | Italia (bandiera) | D     | Luana Amenta       |
|    | Italia (bandiera) | D     | Milena Bertolini   |
|    | Italia (bandiera) | C     | Cristina Capretta  |
|    | Italia (bandiera) | D     | Simona Consonni    |
|    | Italia (bandiera) | C     | Stefania Cordone   |
|    | Italia (bandiera) | A     | Isabella Costanzo  |
|    | Italia (bandiera) | C     | Federica D'Astolfo |
|    | Italia (bandiera) | D     | Nicoletta Franco   |
|    | Italia (bandiera) | D     | Cristina Francone  |

| N. |                     | Ruolo | Calciatrice        |
| -- | ------------------- | ----- | ------------------ |
|    | Germania (bandiera) | A     | Sandy Friz         |
|    | Italia (bandiera)   | D     | Maura Furlotti     |
|    | Italia (bandiera)   | C     | Emanuela Gabbia    |
|    | Italia (bandiera)   | C     | Deborah Jaculli    |
|    | Italia (bandiera)   | A     | Sara Mascheri      |
|    | Italia (bandiera)   | D     | Cristina Negrini   |
|    | Italia (bandiera)   | C     | Liliana Paggi      |
|    | Italia (bandiera)   | D     | Rosa Russo         |
|    | Italia (bandiera)   | A     | Silvia Tagliacarne |